# The Fields of Athenry
The Fields of Athenry is een van de bekendste Ierse protestliederen. 
Het lied werd in 1979 geschreven door Pete St. John. De meest succesvolle versie werd in 1982 opgenomen door Paddy Reilly, die met het lied 72 weken in de Ierse hitparade stond.
Het lied gaat over een gevangene die een dialoog tussen twee mensen opvangt. Het is een dialoog tussen Michael en zijn vriendin Mary. Het liedje speelt in de tijd van de hongersnood. Michael heeft graan gestolen van de Britse autoriteit en zit daarvoor gevangen. Hij zal voor straf worden gedeporteerd naar Sydney aan de Australische Botany Bay. Zijn vriendin Mary staat buiten, met hun kind op de arm. In het laatste couplet vaart het schip weg en Mary kijkt het na. Athenry is de naam van het plaatsje waar het verhaal zich afspeelt.
Het lied kan men zien als een aanklacht tegen de manier waarop Ierland door de geschiedenis heen is behandeld door Engeland. In het lied komen daar twee aspecten van naar voren. Het eerste is dat de Engelsen graan bleven exporteren, hoewel er een grote hongersnood woedde onder de Ierse bevolking. Het tweede is dat ze een jongeman afvoeren en zijn vrouw en kind achterlaten zonder kostwinner.
Het lied wordt vaak gezongen bij wedstrijden van het Ierse nationale voetbalelftal, maar ook van Celtic FC en verschillende andere sportteams. Door supporters van Liverpool FC, van wie velen een Ierse achtergrond hebben, wordt de melodie gezongen met een juist vrolijk stemmende tekst over de successen van de club. Het heet Fields of Anfield Road, naar de naam van het stadion van de club.
De Amerikaanse Folk-Punk-Rockband Dropkick Murphys uit Boston (Mas.), waar veel etnische Ieren wonen, heeft een eigen up-tempo versie gemaakt die vooral rond St. Patricks Day erg populair blijft.